# Агностиды
Агности́ды (лат. Agnostida) — вымерший отряд членистоногих, близких к трилобитам. Палеозойская группа: найдены в кембрийском и ордовикском периодах. Название отряда происходит от слова «непознаваемый» (Agnostos).

## Описание
Мелких размеров трилобиты, как правило, длиной всего в несколько миллиметров. Торакс (туловищный отдел) включает от 2 (в подотряде Agnostina) до 3 сегментов (у некоторых представителей подотряда Eodiscina). Глаза у большинства видов отсутствуют. Выпуклая часть головного щита, или глабелла, крупная, округлая спереди. Хвостовой щит округлый, изометричен и почти равен головному щиту.

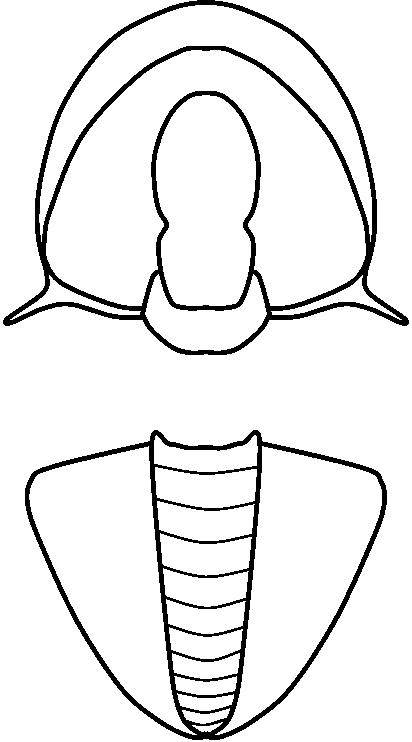
Acidiscus linedrawing
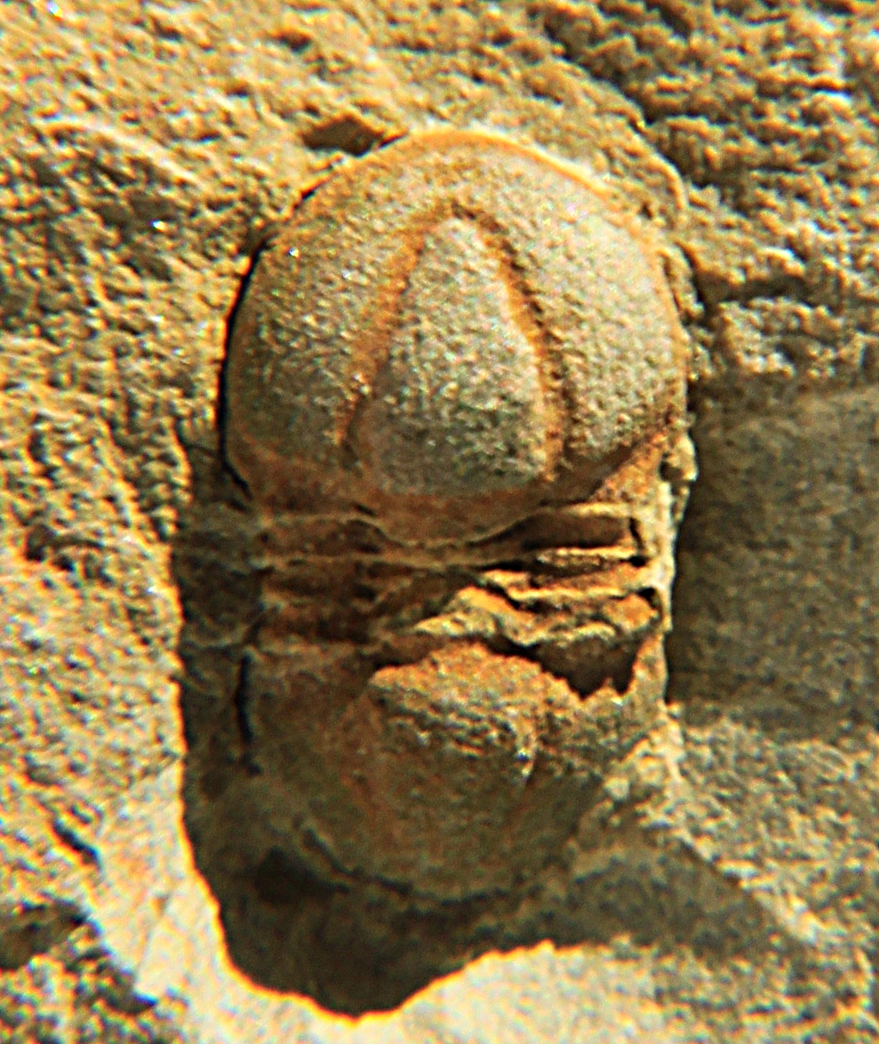
Marocconus notabilis
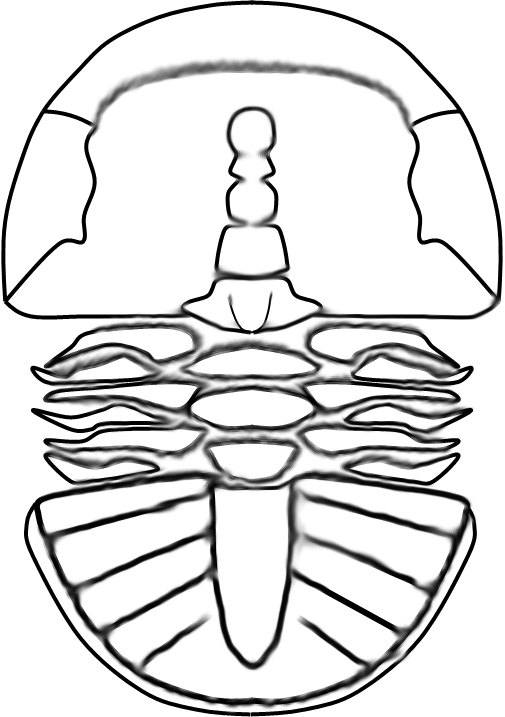
Tsunyidiscus niutitangensis
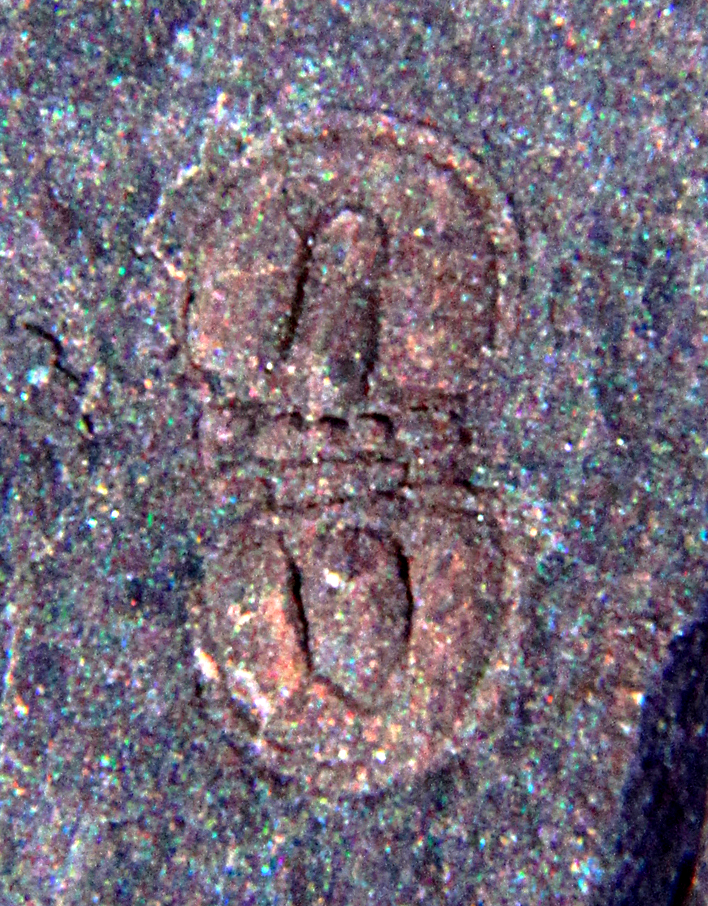
Pentagnostus brighamensis
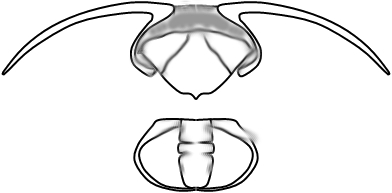
Dicerodiscus linedrawing
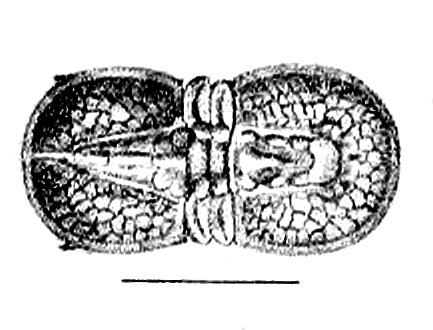
Glyptagnostus reticulatus

## Систематика
Крупная и разнообразная группа трилобитов (около 100 родов), разделённая на 2 подотряда (Agnostina, Eodiscina, ранее их признавали за два отдельных отряда).
- Agnostina
  - Agnostoidea: Agnostidae, Ammagnostidae, Clavagnostidae, Diplagnostidae, Doryagnostidae, Glyptagnostidae, Metagnostidae, Peronopsidae, Ptychagnostidae
  - Condylopygoidea: Condylopygidae: Condylopyge (/Paragnostus; Fallagnostus), Miraculaspis, Pleuroctenium (=Dichagnostus)
- Eodiscina (Eodiscoidea)
  - Calodiscidae: Calodiscus (/Goniodiscus; =Brevidiscus), Chelediscus, Korobovia, Neocobboldia (/Cobboldia; =Margodiscus), Pseudocobboldia, Sinodiscus (=Tologoja)
  - Eodiscidae (включая Pagetiidae): Dawsonia (=Aculeodiscus; =Metadiscus), Eodiscus (=Spinodiscus; =Deltadiscus), Helepagetia, Kiskinella, Macannaia, Opsidiscus (/Aulacodiscus), Pagetia (=Eopagetia; =Mesopagetia), Pagetides (=Discomesites), Sinopagetia
  - Hebediscidae: Delgadella (=Alemtejoia; =Delgadodiscus; =Delgadoia; =Pagetiellus; =Pentagonalia), Dicerodiscus, Hebediscus, Luvsanodiscus, Natalina (=Limbadiscus), Neopagetina (/Pagetina), Parapagetia (=Planodiscus), Tchernyshevioides
  - Tsunyidiscidae: Tsunyidiscus (=Mianxiandiscus; Liangshandiscus; =Emeidiscus; =Hupeidiscus; =Shizhudiscus; =Guizhoudiscus)
  - Weymouthiidae: Abakolia (=Costadiscus), Acidiscus, Acrimetopus, Analox, Bathydiscus, Bolboparia, Cephalopyge, Cobboldites, Leptochilodiscus (=Kerberodiscus), Litometopus, Mallagnostus (=Ladadiscus; ?=Jinghediscus), Meniscuchus, Ninadiscus, Oodiscus, Runcinodiscus, Semadiscus, Serrodiscus (=Paradiscus), Stingmadiscus, Tannudiscus, Weymouthia
  - Yukoniidae: Alaskadiscus, Egyngolia (=Mongolodiscus), Ekwipagetia, Hebediscina (=Szechuanaspis; =Zhenbadiscus), Lenadiscus, Yukonia, Yukonides

## Геохронология
Группа появилась около 500 млн лет назад в начале кембрийского периода и полностью вымерла в конце ордовикского периода (450 млн лет назад).
| Докембрий | Фанерозой | Фанерозой | Фанерозой | Фанерозой | Фанерозой | Фанерозой | Фанерозой | Фанерозой | Фанерозой | Фанерозой | Фанерозой | Фанерозой | Эон       |
| Докембрий | Палеозой  | Палеозой  | Палеозой  | Палеозой  | Палеозой  | Палеозой  | Мезозой   | Мезозой   | Мезозой   | Кайнозой  | Кайнозой  | Кайнозой  | Эра       |
| --------- | --------- | --------- | --------- | --------- | --------- | --------- | --------- | --------- | --------- | --------- | --------- | --------- | --------- |
| Докембрий | Кембрий   | Ордо вик  | Сил ур    | Девон     | Карбон    | Пермь     | Триас     | Юра       | Мел       | Палео ген | Нео ген   |           | П-д       |
| 4567      | 538,8     | 486,85    | 443,1     | 419,62    | 358,86    | 298,9     | 251,902   | 201,4     | 143,1     | 66,0      | 23,04     |           | млн лет ← |
| 4567      | 538,8     | 486,85    | 443,1     | 419,62    | 358,86    | 298,9     | 251,902   | 201,4     | 143,1     | 66,0      | 23,04     | 2,58      |           |